# Storybook
Storybook är ett studioalbum från 2004 av den svenske sångaren Peter Jöback. Göteborgs Symfoniker medverkar på albumet. På albumlistorna placerade det sig som högst på tredje plats i Norge och första plats i Sverige.

## Låtlista
1. Nature Boy
2. Storybook
3. She
4. The Windmills of Your Mind
5. Losing My Mind
6. I Don't Care Much
7. I Who Have Nothing
8. Always on My Mind
9. Summer Wine
10. The Sound Of Your Name
11. Theme from "Schindler's List"
12. Live
13. Somewhere

## Listplaceringar
| Lista (2004-2005) | Topplacering |
| ----------------- | ------------ |
| Norge             | 3            |
| Sverige           | 1            |